# Артозостра
Артозостра (др.-греч.  Ἀρτοζώστρην, начало V века до н. э.) — жена персидского военачальника Мардония.
Отцом Артозостры был персидский царь Дарий I, а матерью — Артистона, дочь Кира Великого. По замечанию исследователей, имя Артозостры имеет религиозную основу, связанную с иранским или зороастрийским эпосом.
По свидетельству Геродота, незадолго до похода в Грецию в 492 году до н. э. Артозостра была выдана замуж за Мардония, сына Гобрия, одного из знатных персидских заговорщиков, свергнувших Бардию. Сам Мардоний был назначен главнокомандующим огромной персидской армии и флота. По мнению В. В. Струве, это объяснялось желанием Дария заручиться поддержкой Гобрия при решении вопроса о престолонаследовании, так как он решил передать трон не своему старшему сыну, внуку Гобрия, Артобазану, а Ксерксу.
Имя Артозостры упоминается в эламском документе, датируемом 498 годом до н. э.